# Cassià d'Imola
|  | Per a altres significats, vegeu «Joan Cassià». |

Cassià d'Imola (Forum Cornelii, actual Imola, ca. 240 - 303 o 304) era un professor romà cristià, martiritzat per la seva fe. És venerat com a sant per diverses confessions cristianes.

## Biografia
Les notícies més antigues les en dona Prudenci al seu Peristephanon, IX (s. V), on diu que de viatge a Imola va venerar, ja al segle v, la seva despulla conservada en un sarcòfag amb escenes del seu martiri.
Cassià era un mestre del Forum Cornelii, de mitjan segle iii, que ensenyava primeres lletres i ars notoria (l'actual estenografia). Convertit al cristianisme, fou denunciat pels mateixos alumnes seus i detingut durant les persecucions del regnat de Dioclecià. En no voler fer sacrificis als déus, fou condemnat a morir.
El prefecte ordenà que fos deixat a mans dels estudiants, que l'odiaven pel seu rigor i duresa, i que aquests el matessin punxant-lo repetidament amb els seus stylum (els estilets d'os, ivori o metall amb els quals escrivien sobre les tauletes de cera).

### Historicitat del martiri
Durant molt de temps s'havia cregut que la tradició del martiri amb els estilets era una llegenda pietosa. Durant l'Anno Cassianeo es van fer anàlisis a les restes conservades a la catedral d'Imola i es va trobar que els senyals de ferida del crani coincidien, per la forma i dimensions, amb les que es podrien haver fet clavant-hi repetidament estilets similars als trobats d'aquella època.

### Llegenda del Tirol
Al segle xi s'escrigué la Vita et gesta Cassiani, Ingenuini et Albuini episcoporum, pn diu que Cassià, que ja era molt venerat a la zona, havia predicat a la regió de la Sabiona, d'on era natural, i que perseguit, va anar exiliat a Imola, on hagué d'exercir com a mestre i fou martiritzat. Una tradició posterior diu, erròniament, que fou bisbe d'Imola.

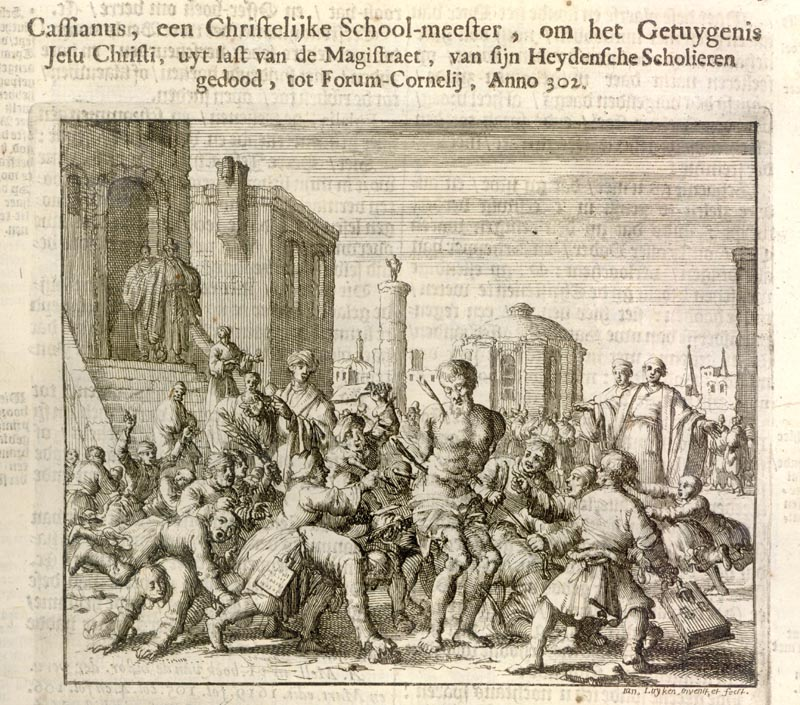
Gravat del s. XVII, d'un santoral holandès.
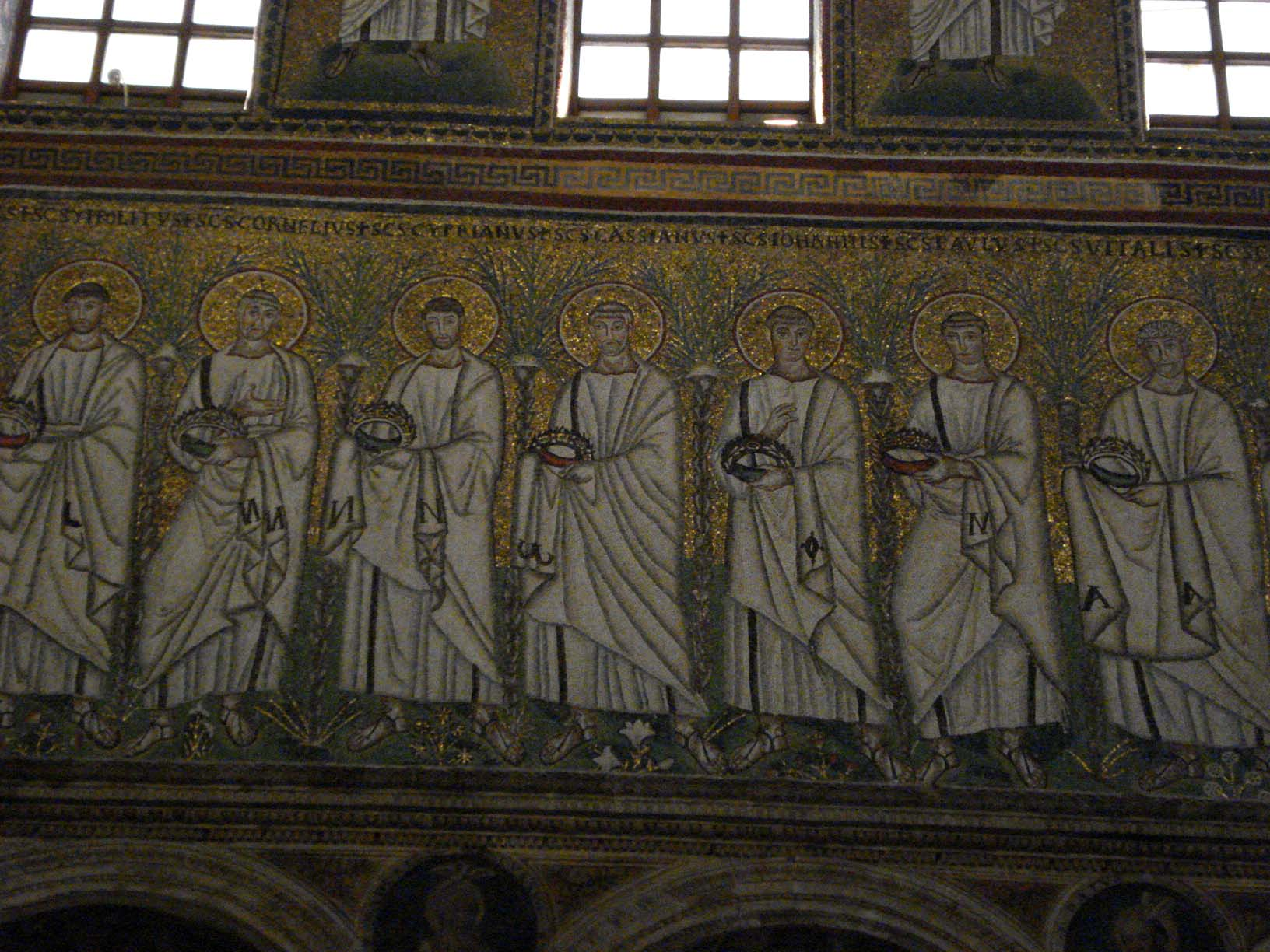
Mosaics de Sant'Apollinare Nuovo (Ravenna), s. IX: el quart és sant Cassià
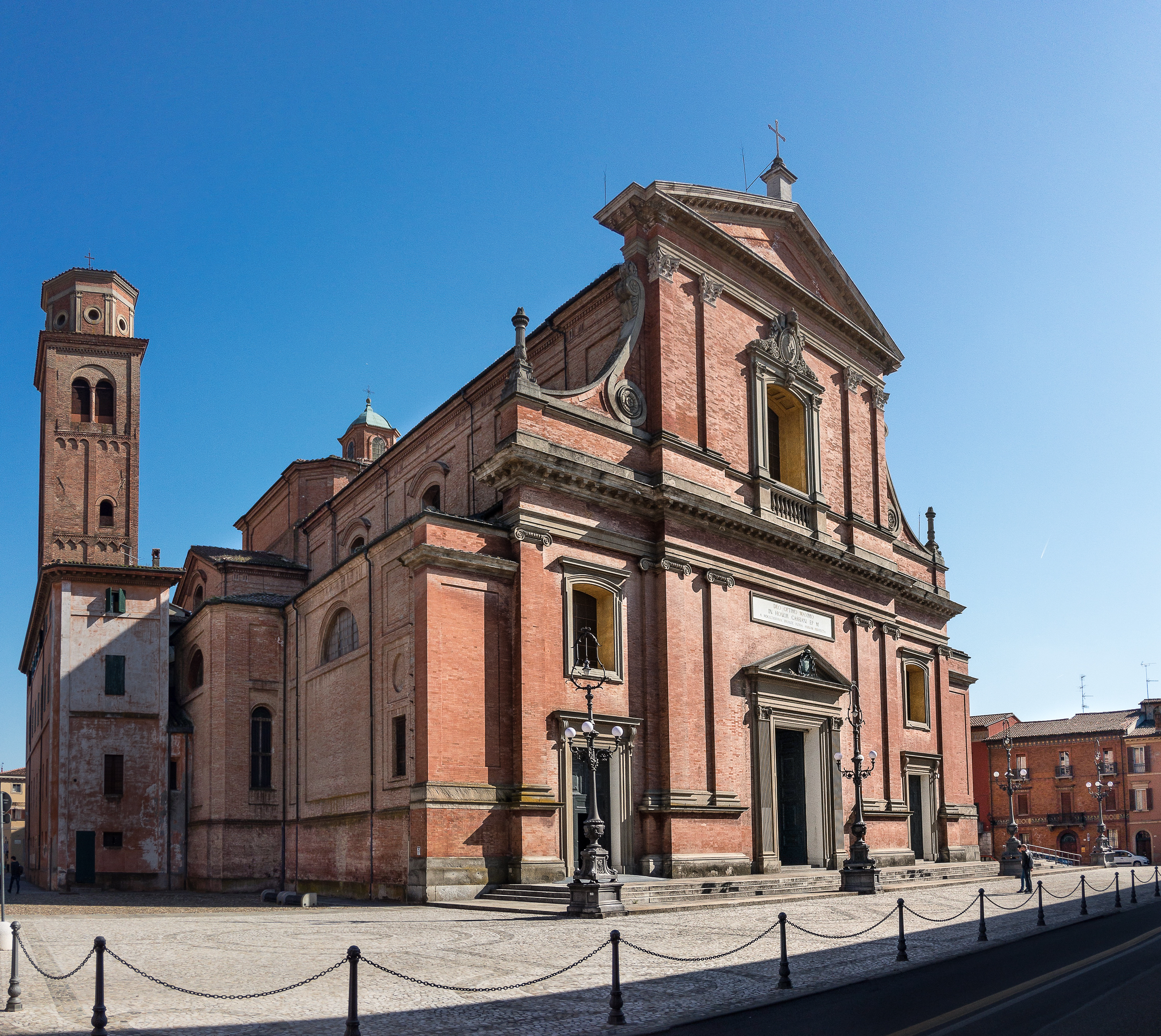
Catedral d'Imola, lloc d'enterrament del sant

## Veneració
Sobre la tomba de Cassià es construí la primera catedral de la ciutat, vora la Via Emília, i al voltant s'anà desenvolupant un nucli urbà conegut com a Castrum Sancti Cassini. Al segle xiii, el castrum fou enderrocat i les relíquies portades a la nova catedral dintre les muralles, on són avui dia.
Hi ha notícies d'una església dedicada a Cassià a Imola, ja al segle v, que celebrava el sant el 13 d'agost; a mitjan segle v es venerava també a Milà. Pere Crisòleg, mort al 450), hi tenia una especial devoció i va voler ésser sebollit prop seu. El papa Símmac I li dedicà un altar a Roma en començar el segle vi.
Al Tirol i a Sabiona és particularment venerat; la catedral de Bressanone fou dedicada, al segle x, als sants Cassià i Ingenuí.